# La tormenta en un vaso
La tormenta en un vaso fue una página web de crítica literaria que estuvo en funcionamiento entre 2006 y 2017. En ella se reseñaban libros de cualquier género (novela, relato, poesía, ensayo, teatro, cómic), publicados en lengua española, bien escritos originalmente en castellano o traducidos. La página fue fundada y coordinada por la escritora y crítica Care Santos, y los autores de las reseñas eran fundamentalmente escritores.  La página comenzó sus publicaciones el Día de San Jorge de 2006. Estaba considerada una referencia dentro del mundo de la crítica española y el número de los escritores reseñistas creció de la cincuentena inicial a los más de ochenta que colaboraban en 2011. Entre ellos se encontraban autores como José Manuel de la Huerga, Coradino Vega, Gabi Martínez, Andrés Neuman, Ariadna G. García, Marta Sanz,  Pedro Pujante o Ángela Vallvey.
La página comenzó teniendo una periodicidad diaria y, a partir del 2 de octubre de 2015, redujo el número de reseñas a tres semanales, que se publicaban los lunes, miércoles y viernes.
El lunes 3 de julio de 2017 anunció su cierre.

## Premio La tormenta en un vaso
De carácter anual, se concedían premios a los mejores libros reseñados en la página. Al principio sólo había dos categorías (una para autores españoles e hispanoamericanos y otra para el resto de nacionalidades), pero a partir de 2009 se concedió también un premio al mejor debut literario en español. En 2011 se convocó además un concurso de microrrelatos. 
Los premios se entregaban durante la Feria del Libro de Madrid, aunque en 2012 se hizo en Barcelona. El trofeo consiste en una escultura modelada por el alfarero segoviano Ignacio Sanz.